# Éric August
Pour les articles homonymes, voir August.
Éric August, né le 10 août 1950 à Montpellier et mort le 10 mars 1998 à Dax, est un joueur français de rugby à XV évoluant au poste de deuxième ligne, ensuite reconverti en tant qu'entraîneur. Il préside ensuite le club de l'US Dax pendant environ deux saisons à la fin des années 1990.

## Biographie

### Carrière de joueur
Né le 10 août 1950 à Montpellier, Éric August pratique le rugby à XV, formé dans le club de l'agglomération parisienne du Saint-Denis US,,. Il évolue auprès de ses frères Freddy, Gérald, Patrick et Thierry. En 1969, il porte le maillot de l'équipe de France en catégorie junior.
Alors qu'il évolue encore en catégorie junior, il est recruté par le Racing Club de France où il joue trois saisons avec l'équipe première entre 1971 et 1974[réf. nécessaire].
Il porte ensuite le maillot de l'UA Mimizan, dans les Landes, entre 1974 et 1977[réf. nécessaire]. Lors du seizième de finale de la saison 1975-1976 du championnat de France disputé par l'UAM contre l'AS Béziers, il occupe à la fois le rôle de capitaine de l'équipe et d'entraîneur. Il termine sa carrière de joueur à l'US Dax, où il joue jusqu'en 1981[réf. nécessaire].
Entre-temps, August est sélectionné avec la réserve de l'équipe de France, entre autres avec la « A' » contre les Pays-Bas en 1976, ou encore contre la Nouvelle-Zélande vers 1983.

### Reconversion et éléments familiaux
Marié à Annette, il est entre autres le père de Benoît, Guillaume et Olivier, tous trois futurs joueurs de rugby de haut niveau sous le maillot de l'USD,.
De 1983 à 1985, il entraîne l'équipe première de l'US Dax en tandem avec Jean-Louis Bérot,.
À partir de la saison 1996-1997, il occupe, en tandem avec Alain Pecastaing, le poste de président du club de rugby de l'US Dax. Alors en poste, August meurt le 10 mars 1998 à Dax,.
En 2019, son fils Benoît accèdera à la présidence du club de rugby de l'US Dax, « succédant » ainsi à son père près de 20 ans plus tard.